# Jan Doležal (leśniczy)
Jan Theodorich Doležal (ur. 30 czerwca 1847 w Posekaneckiej leśniczówce pod Prosečą, zm. 25 grudnia 1901 w Żdżarze nad Sazawą) – czeski leśniczy, dziennikarz i publicysta. Pierwszy fachowy pisarz czeski w dziedzinie leśnictwa.

## Życiorys
Urodził się 30 czerwca 1847 r. w Posekaneckiej leśniczówce pod Prosečą w tradycyjnej rodzinie leśniczej. Chodził do szkoły podstawowej w Proseczu. Po ukończeniu niemieckiej niższej szkoły realnej w mieście Polička rozpoczął karierę leśniczą. Został urzędnikiem w tamtejszym nadleśnictwie. Jeszcze przed 1866 r. zrezygnował z tej pracy, odszedł do administracji leśnej wielkiej posiadłości ziemskiej księcia Thurn und Taxis w Rychmburku u Skutcze. Tutaj również zdał niższy egzamin państwowy dla zabezpieczających oraz pomocniczych technicznych usług leśniczych i został adjunktem leśnym w rewirze Karlštejn pod Svratką.
Obok tego prywatnie poświęcił swój czas do głębszych badań w dziedzinie leśnictwa. Wynikiem tego jest czasopismo Háj, magazyn Czeskiego Towarzystwa Leśnego, który od 1872 r. ukazywał się z różnymi dodatkami (1876–1887 Domácnost, Hovorna, 1895–1900 Lesní obzor, 1878–1901 Lověna, Myslivna, Naše domácnost, Naše mládež, 1880–1900 Rybářské listy, od 1895 Z lesů a luhů, Z lesovny).
W 1873 r. przestał być pracownikiem księcia Thurn und Taxis i odtąd dość często się przeprowadzał. Najpierw mieszkał w Św. Katarzynie w okolicy miasta Polička i potem przeprowadził się do Krouny. W 1877 r. przeniósł się do miasteczka Krucemburk. Mieszkał w dawnej gorzelni, gdzie miał leśniczą szkołę z internatem. W 1883 r. wyprowadził się z Krucemburka do Policzki, a następnie w 1884 r. do Żdziaru nad Sazawą, gdzie 25 grudnia 1901 umarł.
W tym mieście był bardzo zaangażowany w rozwój lokalnego życia społecznego, np. 8 stycznia 1884 r. do rady miejskiej złożył wniosek w sprawie utworzenia miejscowego muzeum, ale jego plan nie został poparty. Jednak założył co najmniej park miejski.

## Twórczość
Pierwsze prace zaczął publikować w wieku 21 lat i świadczą o jego patriotycznych i niepodległościowych tendencjach. Tą pierwszą jest artykuł O škodném lesním hmyzu w Gazecie Gospodarczej, który został opublikowany w 1868 r. Jest autorem wielu artykułów prasowych (czasopismo wojskowe Vlast, Hospodářský sborník, Budečská zahrada) oraz encyklopedycznych. Większość pracy opublikował obok swego imienia pod pseudonimem Jedlovský.
- Převodní tabulky měr, vah a mincí (1874)
- Rybářské poznámky (1893)[6]